# 2010년 오리콘 1위 싱글 목록
일본에서 한 주간 가장 많이 팔린 싱글은 오리콘 주간 차트에 실리며, 이 차트는 오리콘이 발행하는 잡지 《오리스타》에 개제된다. 판매량은 한 주 동안의 각 싱글의 판매량을 기준으로 오리콘이 종합한다.

## 차트 기록
| 발행일    | 싱글                                                | 가수                 | 참고                       |
| --------- | --------------------------------------------------- | -------------------- | -------------------------- |
| 1월 4일   | 「GIFT〜白〜」                                      | 칸쟈니∞              |                            |
| 1월 11일  | (미발표)                                            | (미발표)             |                            |
| 1월 18일  | 「You were.../BALLAD」                              | 하마사키 아유미      |                            |
| 1월 25일  | 「PHANTOM MINDS」                                   | 미즈키 나나          |                            |
| 2월 1일   | 「GLORIA」                                          | YUI                  |                            |
| 2월 8일   | 「BREAK OUT!」                                      | 동방신기             | 2010년 1월 1위             |
| 2월 15일  | 「戻れない明日」                                    | aiko                 |                            |
| 2월 22일  | 「Love yourself 〜君が嫌いな君が好き〜」            | KAT-TUN              | 2010년 2월 1위             |
| 3월 1일   | 「桜の栞」                                          | AKB48                |                            |
| 3월 8일   | 「瞳のスクリーン」                                  | Hey! Say! JUMP       |                            |
| 3월 15일  | 「Troublemaker」                                    | 아라시               | 2010년 3월 1위             |
| 3월 22일  | 「ライオン」                                        | 유스케               |                            |
| 3월 29일  | 「アッカンベー橋」                                  | 와타리로카하시리타이 |                            |
| 4월 5일   | 「時ヲ止メテ」                                      | 동방신기             |                            |
| 4월 12일  | 「さくらガール」                                    | NEWS                 |                            |
| 4월 19일  | 「勇気100%」                                        | NYC                  |                            |
| 4월 26일  | 「HAPPY」                                           | BUMP OF CHICKEN      | 2010년 4월 1위             |
| 5월 3일   | 「魔法の料理～君から君へ～」                        | BUMP OF CHICKEN      |                            |
| 5월 10일  | 「GO! GO! MANIAC」                                  | 방과 후 티타임       |                            |
| 5월 17일  | 「逢いたい理由/Dream After Dream ~夢から醒めた夢~」 | AAA                  |                            |
| 5월 24일  | 「Going!」                                          | KAT-TUN              |                            |
| 5월 31일  | 「Monster」                                         | 아라시               | 2010년 5월 1위             |
| 6월 7일   | 「ポニーテールとシュシュ」                          | AKB48                |                            |
| 6월 14일  | 「To Mother」                                       | YUI                  |                            |
| 6월 21일  | 「Ring a Ding Dong」                                | 기무라 카에라        |                            |
| 6월 28일  | 「-遥か-」                                          | TOKIO                |                            |
| 7월 5일   | 「Okay」                                            | 이나바 코시          | 2010년 6월 1위             |
| 7월 12일  | 「Wonderful World!!」                               | 칸쟈니∞              |                            |
| 7월 19일  | 「To be free」                                      | 아라시               | 2010년 7월 1위             |
| 7월 26일  | 「MOON/blossom」                                    | 하마사키 아유미      |                            |
| 8월 2일   | 「心の羽根」                                        | 팀 드래곤 from AKB48 |                            |
| 8월 9일   | 「One in a million」                                | 야마시타 토모히사    |                            |
| 8월 16일  | 「This is love」                                    | SMAP                 |                            |
| 8월 23일  | 「蛍／少年」                                        | 후쿠야마 마사하루    |                            |
| 8월 30일  | 「ヘビーローテーション」                            | AKB48                | 2010년 8월 1위             |
| 9월 6일   | 「LIFE〜目の前の向こうへ〜」                        | 칸쟈니∞              |                            |
| 9월 13일  | 「Only dreaming/Catch」                             | V6                   |                            |
| 9월 20일  | 「Løve Rainbow」                                    | 아라시               | 2010년 9월 1위             |
| 9월 27일  | 「もっと強く」                                      | EXILE                |                            |
| 10월 4일  | 「crossroad」                                       | 하마사키 아유미      |                            |
| 10월 11일 | 「L」                                               | 하마사키 아유미      |                            |
| 10월 18일 | 「Dear Snow」                                       | 아라시               |                            |
| 10월 25일 | 「宇宙飛行士への手紙/モーターサイクル」             | BUMP OF CHICKEN      |                            |
| 11월 1일  | 「よく遊びよく学べ」                                | NYC                  |                            |
| 11월 8일  | 「Beginner」                                        | AKB48                | 2010년 1위 2010년 10월 1위 |
| 11월 15일 | 「Fighting Man」                                    | NEWS                 |                            |
| 11월 22일 | 「果てない空」                                      | 아라시               | 2010년 11월 1위            |
| 11월 29일 | 「CHANGE UR WORLD」                                 | KAT-TUN              |                            |
| 12월 6일  | 「愛はタカラモノ」                                  | 타키 & 츠바사        |                            |
| 12월 13일 | 「Family 〜ひとつになること」                       | KinKi Kids           |                            |
| 12월 20일 | 「チャンスの順番」                                  | AKB48                | 2010년 12월 1위            |
| 12월 27일 | 「「ありがとう」〜世界のどこにいても〜」            | Hey! Say! JUMP       |                            |

## 연간 TOP 10
※ 집계: 2009년 12월 28일 - 2010년 12월 20일
- 1위: AKB48 「Beginner」
- 2위: AKB48 「ヘビーローテーショ」
- 3위: 아라시 「Troublemaker」
- 4위: 아라시 「Monster」
- 5위: AKB48 「ポニーテールとシュシュ」
- 6위: 아라시 「果てない空」
- 7위: 아라시 「Løve Rainbow」
- 8위: AKB48 「チャンスの順番」
- 9위: 아라시 「Dear Snow」
- 10위: 아라시 「To be free」